# فرصة العمر (مسلسل)
فرصة العمر مسلسل سوري من إنتاج العام 2000 وهو مجموعة من الحلقات المنفصلة ذات الطابع الكوميدي الجميل وتناقش بعض قضايا المجتمع.

## طاقم العمل
إخراج : عزام فوق العادة
تأليف : حافظ قرقوط

## بطولة
عباس النوري وسوزان نجم الدين بمشاركة كلا من:
- وفاء موصللي
- عتاب نعيم
- باسم ياخور
- لينا حوارنة
- حسن دكاك
- عبد الرحمن آل رشي
- عصام عبه جي
- شكران مرتجى
- سليم كلاس
- مها المصري
- ضحى الدبس
- حسام تحسين بيك
- سليم صبري
- صباح بركات
- صباح جزائري
- نبال جزائري
- نضال سيجري
- حسام الشاه
- فايز أبو دان
- ماجد الشيشكلي